# عابرون في كلام عابر
عابرون في كلام عابر، أحد الكتب النثرية من مؤلفات الشاعر العربي الفلسطيني محمود درويش، صدرت في عام 1991، عن دار توبقال للنشر في الدار البيضاء، المغرب.